# David Jackson (Musiker)

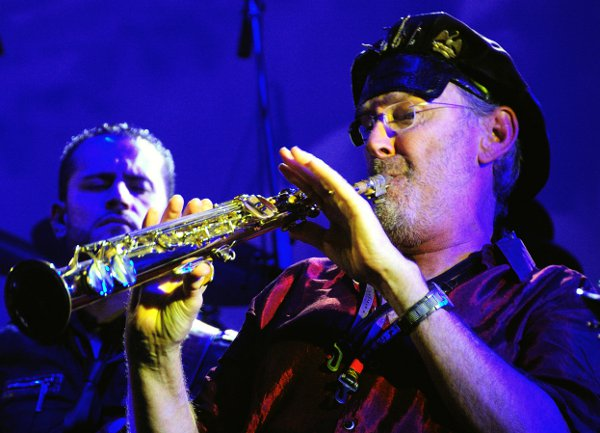
David Jackson mit seiner charakteristischen Ballonmütze, 2009

David Nicholas George Jackson (* 15. April 1947 in Stamford, Lincolnshire), Spitzname Jaxon, ist ein britischer Saxophonist, Flötist und Komponist, der dem Progressive Rock zuzuordnen ist.

## Leben

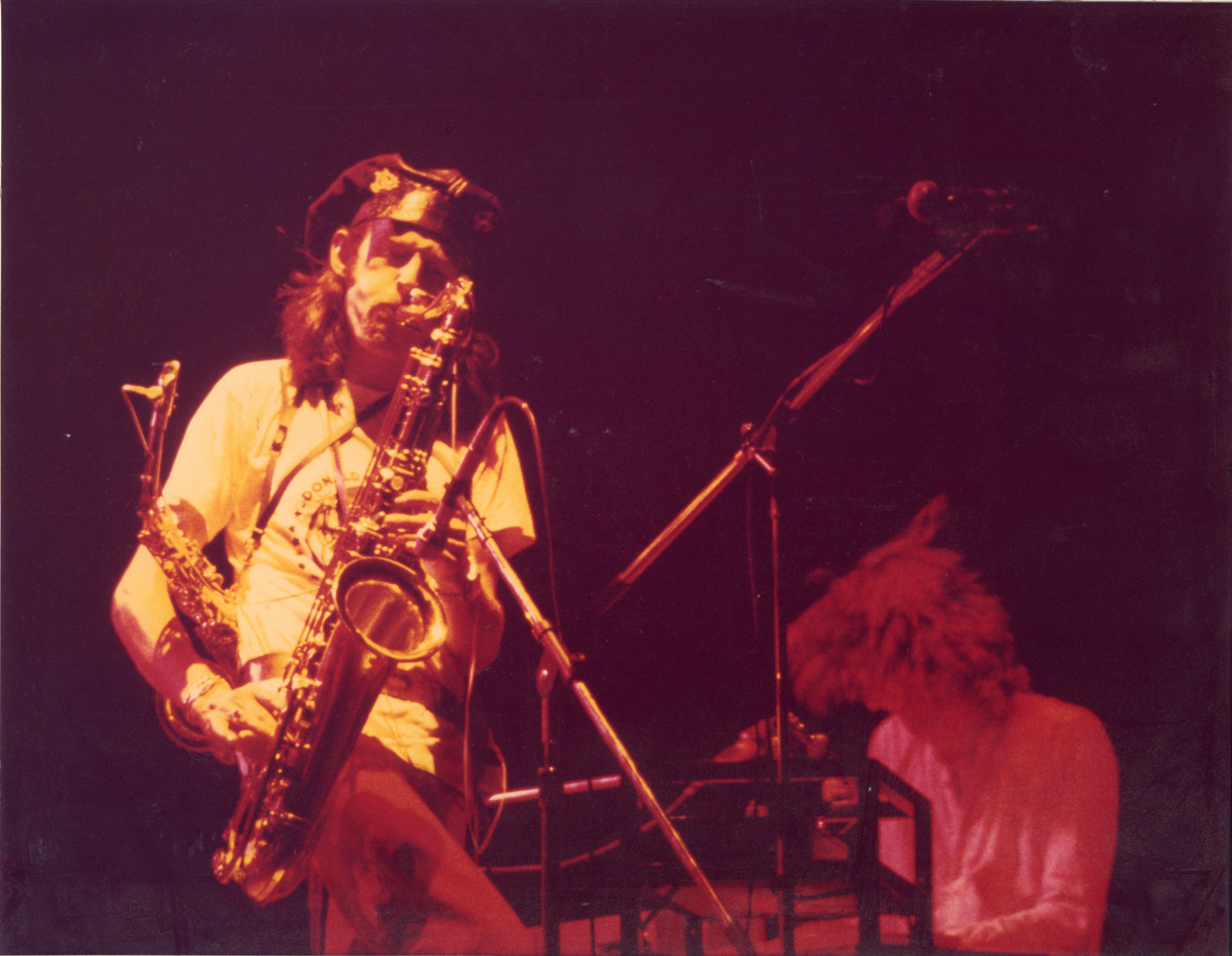
David Jackson 1976

Bereits als Fünfjähriger spielte Jackson auf einer Bambusflöte, die sein älterer Bruder in der Schule gebastelt hatte, zu Jazzmusik aus dem Radio, mit neun Jahren spielte er die erste Flöte im Schulorchester. Zum Saxophonspielen kam er durch seinen Bruder, nachdem er dessen Instrument probespielen durfte. Das Saxophon faszinierte ihn so sehr, dass er es ständig bei sich trug und spielte, mit der Folge, dass ihm die Schulleitung das Instrument zeitweise wegnahm um den Schulfrieden zu wahren, wogegen Jacksons Eltern jedoch energisch und mit Erfolg protestierten. Jackson studierte Psychologie an der University of St Andrews sowie Lehramt an den Universitäten Surrey und Roehampton. Als Mathematiklehrer unterrichtete er an verschiedenen Grundschulen im Vereinigten Königreich. Außerdem arbeitete er mit körperlich und geistig Behinderten, denen er mit Hilfe von Soundbeam, einem interaktiv durch Gestenerkennung gesteuerten MIDI-Hardware- und Softwaresystem, ermöglicht Musik zu machen. Eine Dokumentation über seine Arbeit mit autistischen Kindern wurde 1998 auf BBC Radio 4 ausgestrahlt.
Jackson hat zwei Kinder. Seine Tochter Dorie Jackson ist Sängerin, die unter anderem mit Chris Difford, Francis Dunnery und William Topley zusammenarbeitet. Sein Sohn Jake ist Tontechniker.
Er ist vor allem für seine Arbeit mit der Band Van der Graaf Generator (VdGG) bekannt, bei der er für den Großteil der 1970er Jahre und ab deren Wiedervereinigung 2005 Mitglied war. Im September 2006 wurde dann bekannt, dass Jackson VdGG verlässt. Er hat neben seiner Tätigkeit mit Van der Graaf Generator auch mit anderen Musikern zusammengearbeitet, beispielsweise mit anderen Mitgliedern von Van der Graaf Generator als Projekt The Long Hello. Zusammen mit Judge Smith einem Mitbegründer von Van der Graaf Generator und Peter Gabriel spielte er 1979 auf dem Reading Festival. Jackson arbeitet häufig mit italienischen Rockmusikern zusammen, hier vor allem mit der Alex Carpani Band aus Bologna und Osanna aus Neapel und im Mai 2013 mit ReaGente 6 an dem in der Casa del Jazz live aufgezeichneten Album Live!. Am 16. März 2016 veröffentlichte er mit dem ehemaligen King-Crimson-Multiinstrumentalisten David Cross das Album Another Day.
Jacksons Spezialität ist das gleichzeitige Spielen zweier Saxophone. Kennzeichnend für seinen Sound bei Van der Graaf Generator sind elektrisch verstärkte Saxophone, die er mit Octavern, verschiedenen Dämpfern und Wah-Wahs über kraftvolle teils übersteuerte PA-Anlagen spielt. Ein Markenzeichen Jacksons ist seine schwarze Ballonmütze aus Leder mit ihrem an der Stirn anliegenden Schirm, die er seit mehr als 50 Jahren auf der Bühne trägt.

## Diskographie

### Solo
- Savages (cassette) (1990)
- Hazard Dream Sequence (EP) (1991)
- Tonewall Stands (1992)
- Fractal Bridge (1996)

#### Singles
- The Night Has A Thousand Eyes / Something Tells Me (1982)
- Straining Our Eyes / Fall To Pieces (1982)
- Grab What You Can / Tell Me / Would I Be The Same / I'd Never Have Known (1982)
- Dangerous Dreams / Opening Doors (1983)
- I Can't Stand This Pressure / Living On The Edge (1984)
- I Can't Stand This Pressure / Living On The Edge / Cover Up (1984)
- Who's Fooling Who / A Grown Man Immersed In Tin-Tin (1984)

#### DVD
- Guastalla – Live Tonewall & Soundbeam (2003)

### Van der Graaf Generator
- The Least We Can Do Is Wave to Each Other (1970)
- H to He, Who Am the Only One (1970)
- Pawn Hearts (1971)
- Godbluff (1975)
- Still Life (1976)
- World Record (1976)
- The Quiet Zone/The Pleasure Dome (1977)
- Vital (1978)
- Time Vaults (1982)
- Maida Vale (1994)
- Present (2005)
- Real Time (2007)

### Mit Peter Hammill
- Fool’s Mate (1971)
- Chameleon in the Shadow of the Night (1973)
- The Silent Corner and the Empty Stage (1974)
- Nadir’s Big Chance (1975)
- The Future Now (1978)
- pH7 (1979)
- A Black Box (1980)
- Sitting Targets (1981)
- Enter K (1982)
- Patience (1983)
- Skin (1986)
- Out of Water (1990)
- Fireships (1992)
- The Noise (1993)
- Roaring Forties (1994)
- X My Heart (1996)
- This (1998)
- What, Now? (2001)
- Clutch (2002)
- Incoherence (2004)

### The Long Hello
- The Long Hello (Hugh Banton, Guy Evans, David Jackson) (1973)
- The Long Hello Volume Two (Nic Potter, Guy Evans) (1981)
- The Long Hello Volume Three (David Jackson, Guy Evans) (1982)
- The Long Hello Volume Four (David Jackson, Guy Evans, Life of Riley) (1983)

### Weitere Kollaborationen
- Come Un Vecchio Incensiere All'alba Di Un Villaggio Deserto (mit Alan Sorrenti) (1973)
- Dinner At The Ritz (mit City Boy) (1976)
- Sarah Jane Morris (mit Sarah Jane Morris) (1988)
- The Single (Grand Opening Song / Minutes Of Peace) (Single; mit dem Wildridings Primary School Choir) (1991)
- Spaced Out (mit Magic Mushroom Band) (1991)
- DemocraZy (mit Chris Judge Smith) (1991)
- Curly's Airships (mit Chris Judge Smith) (2000)
- Beams & Bells: Live at the QEH (live mit Treloar School & Ballard School) (2001)
- The Music That Died Alone (mit The Tangent) (2003)
- A to Z Healthy Choices (mit der St. John’s CE (Aided) Primary School) (2003)
- Batteries Included (live mit René van Commenée) (2003)
- Re-Collage - Live Marzo 2004 (mit Tony Pagliuca & Massimo Donà Quintett) (2004)
- Lycanthrope (mit Mangala Vallis) (2005)
- Astralasia (mit Astralasia) (2011)
- Gridlock (mit Mr Averell) (2013)
- In Hoc Signo (mit Ingranaggi Della Valle) (2013)
- Another Day (mit David Cross) (2018)